# Mimaletis humilis
Mimaletis humilis är en fjärilsart som beskrevs av W. Warren 1894. Mimaletis humilis ingår i släktet Mimaletis och familjen mätare. Inga underarter finns listade i Catalogue of Life.